# Kevin Feige
Kevin Feige (Boston, 2 juni 1973) is een Amerikaans filmproducent en sinds 2007 hoofd van Marvel Studios, de filmpoot van Marvel Comics. Hij is tevens operationeel directeur (COO) bij The Walt Disney Company.

## Biografie
Feige groeide op in een Joods gezin in New Jersey. Hij studeerde aan de USC School of Cinematic Arts, waarna hij als eerste job in de filmindustrie werkte als assistent van uitvoerend producent Lauren Shuler Donner. 
In 2000 werd hij door Donner ingehuurd als associate producer bij de X-Men film vanwege zijn Marvel Comics kennis. Avi Arad, CCO van Marvel Studios was onder de indruk van Feige, waarna Feige werd aangenomen als Arads tweede in lijn. Enkele jaren later, in 2007, werd Feige benoemd tot het hoofd van Marvel Studios.
In 2024 kreeg Feige een ster op de Hollywood Walk of Fame.

## Filmografie (selectie)
| Jaar      | Productie                                   | Functie              |
| --------- | ------------------------------------------- | -------------------- |
| 1998      | Blade                                       | Associate producer   |
| 2000      | X-Men                                       | Associate producer   |
| 2003      | Daredevil                                   | Co-producer          |
| 2003      | Hulk                                        | Uitvoerend producent |
| 2003      | X-Men 2                                     | Co-producent         |
| 2004      | Spider-Man 2                                | Uitvoerend producent |
| 2005      | Fantastic Four                              | Uitvoerend producent |
| 2006      | X-Men: The Last Stand                       | Uitvoerend producent |
| 2007      | Spider-Man 3                                | Uitvoerend producent |
| 2008      | Iron Man                                    | Producent            |
| 2008      | The Incredible Hulk                         | Producent            |
| 2010      | Iron Man 2                                  | Producent            |
| 2011      | Thor                                        | Producent            |
| 2011      | Captain America: The First Avenger          | Producent            |
| 2012      | The Avengers                                | Producent            |
| 2012      | The Amazing Spider-Man                      | Uitvoerend producent |
| 2013      | Iron Man 3                                  | Producent            |
| 2013      | Thor: The Dark World                        | Producent            |
| 2014      | Captain America: The Winter Soldier         | Producent            |
| 2014      | Guardians of the Galaxy                     | Producent            |
| 2015      | Avengers: Age of Ultron                     | Producent            |
| 2015      | Ant-Man                                     | Producent            |
| 2015-2016 | Agent Carter                                | Uitvoerend producent |
| 2016      | Captain America: Civil War                  | Producent            |
| 2016      | Doctor Strange                              | Producent            |
| 2017      | Guardians of the Galaxy Vol. 2              | Producent            |
| 2017      | Spider-Man: Homecoming                      | Producent            |
| 2017      | Thor: Ragnarok                              | Producent            |
| 2018      | Black Panther                               | Producent            |
| 2018      | Avengers: Infinity War                      | Producent            |
| 2018      | Ant-Man and the Wasp                        | Producent            |
| 2019      | Captain Marvel                              | Producent            |
| 2019      | Avengers: Endgame                           | Producent            |
| 2019      | Spider-Man: Far From Home                   | Producent            |
| 2020      | The Simpsons                                | Chinnos (stem)       |
| 2021      | WandaVision                                 | Uitvoerend producent |
| 2021      | The Falcon and the Winter Soldier           | Uitvoerend producent |
| 2021      | Black Widow                                 | Producent            |
| 2021-2023 | Loki                                        | Uitvoerend producent |
| 2021-2024 | What If...?                                 | Uitvoerend producent |
| 2021      | Shang-Chi and the Legend of the Ten Rings   | Producent            |
| 2021      | Eternals                                    | Producent            |
| 2021      | Hawkeye                                     | Uitvoerend producent |
| 2021      | Spider-Man: No Way Home                     | Producent            |
| 2022      | Doctor Strange in the Multiverse of Madness | Producent            |
| 2022      | Moon Knight                                 | Uitvoerend producent |
| 2022      | Thor: Love and Thunder                      | Producent            |
| 2022      | Ms. Marvel                                  | Uitvoerend producent |
| 2022-2023 | I Am Groot                                  | Uitvoerend producent |
| 2022      | Werewolf by Night                           | Uitvoerend producent |
| 2022      | She-Hulk: Attorney at Law                   | Uitvoerend producent |
| 2022      | Black Panther: Wakanda Forever              | Producent            |
| 2022      | The Guardians of the Galaxy Holiday Special | Uitvoerend producent |
| 2023      | Ant-Man and the Wasp: Quantumania           | Producent            |
| 2023      | Guardians of the Galaxy Vol. 3              | Producent            |
| 2023      | Secret Invasion                             | Uitvoerend producent |
| 2023      | The Marvels                                 | Producent            |
| 2024      | Echo                                        | Uitvoerend producent |
| 2024      | Deadpool & Wolverine                        | Producent            |
| 2024      | Agatha All Along                            | Uitvoerend producent |
| 2025      | Your Friendly Neighborhood Spider-Man       | Uitvoerend producent |
| 2025      | Captain America: Brave New World            | Producent            |
| 2025      | Daredevil: Born Again                       | Uitvoerend producent |
| 2025      | Thunderbolts*                               | Producent            |
| 2025      | Ironheart                                   | Uitvoerend producent |
| 2025      | The Fantastic Four: First Steps             | Producent            |
| 2025      | Eyes of Wakanda                             | Uitvoerend producent |